# Flandriai körverseny
A Flandriai körverseny egy országúti kerékpárverseny Belgiumban, egyike az öt Monumentumnak, az öt legnagyobb presztízzsel rendelkező egynapos versenynek. Másik neve Flandria legszebbje (Flanders' finest). A versenyt minden év áprilisában rendezik meg, és része az UCI World Tournak.

## Az útvonal
A verseny rajtja sokáig Gentben volt (1976-ig), de most már Brügge környékéről indulnak a versenyzők. Az útvonal során 17 emelkedőt kell megmászni, aminek a nagy része kockaköves.Az utolsó emelkedő a Bosberg 11,8 kilométerrel a vége előtt magasodik a mezőny elé. Innen végig sík az út az Oudenaarde-i célig.

## Dobogósok
| Év   | Győztes              | Második                | Harmadik                   |
| ---- | -------------------- | ---------------------- | -------------------------- |
| 1913 | Paul Deman           | Joseph Van Daele       | Victor Doms                |
| 1914 | Marcel Buysse        | Henri Van Lerberghe    | Pierre Van de Velde        |
| 1919 | Henri Van Lerberghe  | Léon Buysse            | Jules Van Hevel            |
| 1920 | Jules Van Hevel      | Albert Dejonghe        | Alfons Van Hecke           |
| 1921 | René Vermandel       | Jules Van Hevel        | Louis Budts                |
| 1922 | Léon Devos           | Jean Brunier           | Francis Pélissier          |
| 1923 | Heinrich Suter       | Charles Deruyter       | Albert Dejonghe            |
| 1924 | Gérard Debaets       | René Vermandel         | Félix Sellier              |
| 1925 | Julien Delbecque     | Joseph Pe              | Hector Martin              |
| 1926 | Denis Verschueren    | Gustaaf Van Slembrouck | Raymond Decorte            |
| 1927 | Gérard Debaets       | Gustaaf Van Slembrouck | Maurice De Waele           |
| 1928 | Jan Mertens          | August Mortelmans      | Louis De Lannoy            |
| 1929 | Joseph Dervaes       | Georges Ronsse         | Alfred Haemerlinck         |
| 1930 | Frans Bonduel        | Aimé Dossche           | Émile Joly                 |
| 1931 | Romain Gijssels      | Cesar Bogaert          | Jean Aerts                 |
| 1932 | Romain Gijssels      | Alfons Deloor          | Alfred Haemerlinck         |
| 1933 | Alphonse Schepers    | Léon Tommies           | Romain Gijssels            |
| 1934 | Gaston Rebry         | Alphonse Schepers      | Félicien Vervaecke         |
| 1935 | Louis Duerloo        | Éloi Meulenberg        | Corneille Leemans          |
| 1936 | Louis Hardiquest     | Edgard de Caluwé       | François Neuville          |
| 1937 | Michel d'Hooghe      | Hubert Deltour         | Louis Hardiquest           |
| 1938 | Edgard de Caluwé     | Sylvère Maes           | Marcel Kint                |
| 1939 | Karel Kaers          | Romain Maes            | Edward Vissers             |
| 1940 | Achiel Buysse        | Georges Christiaens    | Albéric Schotte            |
| 1941 | Achiel Buysse        | Gustaaf Van Overloop   | Odiel Van Den Meersschaut  |
| 1942 | Albéric Schotte      | Georges Claes          | Robert Van Eenaeme         |
| 1943 | Achiel Buysse        | Albert Sercu           | Camille Beeckman           |
| 1944 | Rik Van Steenbergen  | Albéric Schotte        | Jef Moerenhout             |
| 1945 | Sylvain Grysolle     | Albert Sercu           | Jef Moerenhout             |
| 1946 | Rik Van Steenbergen  | Louis Thiétard         | Albéric Schotte            |
| 1947 | Emiel Faignaert      | Roger Desmet           | Rik Renders                |
| 1948 | Albéric Schotte      | Albert Ramon           | Marcel Rijckaert           |
| 1949 | Fiorenzo Magni       | Valère Ollivier        | Albéric Schotte            |
| 1950 | Fiorenzo Magni       | Albéric Schotte        | Louis Caput                |
| 1951 | Fiorenzo Magni       | Bernard Gauthier       | Attilio Redolfi            |
| 1952 | Roger Decock         | Loretto Petrucci       | Albéric Schotte            |
| 1953 | Wim van Est          | Désiré Keteleer        | Bernard Gauthier           |
| 1954 | Raymond Impanis      | François Mahé          | Alfons Van den Brande      |
| 1955 | Louison Bobet        | Hugo Koblet            | Rik Van Steenbergen        |
| 1956 | Jean Forestier       | Stan Ockers            | Leon Vandaele              |
| 1957 | Fred De Bruyne       | Jef Planckaert         | Norbert Kerckhove          |
| 1958 | Germain Derycke      | Willy Truye            | Angelo Conterno            |
| 1959 | Rik Van Looy         | Frans Schoubben        | Gilbert Desmet             |
| 1960 | Arthur Decabooter    | Jean Graczyk           | Rik Van Looy               |
| 1961 | Tom Simpson          | Nino Defilippis        | Jo de Haan                 |
| 1962 | Rik Van Looy         | Michel Van Aerde       | Norbert Kerckhove          |
| 1963 | Noël Foré            | Frans Melckenbeeck     | Tom Simpson                |
| 1964 | Rudi Altig           | Benoni Beheyt          | Jo de Roo                  |
| 1965 | Jo de Roo            | Edward Sels            | Georges Van Coningsloo     |
| 1966 | Edward Sels          | Adriano Durante        | Georges Vandenberghe       |
| 1967 | Dino Zandegù         | Noël Foré              | Eddy Merckx                |
| 1968 | Walter Godefroot     | Rudi Altig             | Jan Janssen                |
| 1969 | Eddy Merckx          | Felice Gimondi         | Marino Basso               |
| 1970 | Eric Leman           | Walter Godefroot       | Eddy Merckx                |
| 1971 | Evert Dolman         | Frans Kerremans        | Cyrille Guimard            |
| 1972 | Eric Leman           | André Dierickx         | Frans Verbeeck             |
| 1973 | Eric Leman           | Freddy Maertens        | Eddy Merckx                |
| 1974 | Cees Bal             | Frans Verbeeck         | Eddy Merckx                |
| 1975 | Eddy Merckx          | Frans Verbeeck         | Marc Demeyer               |
| 1976 | Walter Planckaert    | Francesco Moser        | Marc Demeyer               |
| 1977 | Roger De Vlaeminck   | Walter Godefroot       | Jan Raas                   |
| 1978 | Walter Godefroot     | Michel Pollentier      | Gregor Braun               |
| 1979 | Jan Raas             | Marc Demeyer           | Daniel Willems             |
| 1980 | Michel Pollentier    | Francesco Moser        | Jan Raas                   |
| 1981 | Hennie Kuiper        | Frits Pirard           | Jan Raas                   |
| 1982 | René Martens         | Eddy Planckaert        | Rudy Pevenage              |
| 1983 | Jan Raas             | Ludo Peeters           | Marc Sergeant              |
| 1984 | Johan Lammerts       | Sean Kelly             | Jean-Luc Vandenbroucke     |
| 1985 | Eric Vanderaerden    | Phil Anderson          | Hennie Kuiper              |
| 1986 | Adrie van der Poel   | Sean Kelly             | Jean-Philippe Vandenbrande |
| 1987 | Claude Criquielion   | Sean Kelly             | Eric Vanderaerden          |
| 1988 | Eddy Planckaert      | Phil Anderson          | Adrie van der Poel         |
| 1989 | Edwig Van Hooydonck  | Herman Frison          | Dag Otto Lauritzen         |
| 1990 | Moreno Argentin      | Rudy Dhaenens          | John Talen                 |
| 1991 | Edwig Van Hooydonck  | Johan Museeuw          | Rolf Sørensen              |
| 1992 | Jacky Durand         | Thomas Wegmüller       | Edwig Van Hooydonck        |
| 1993 | Johan Museeuw        | Frans Maassen          | Dario Bottaro              |
| 1994 | Gianni Bugno         | Johan Museeuw          | Andréi Chmil               |
| 1995 | Johan Museeuw        | Fabio Baldato          | Andréi Chmil               |
| 1996 | Michele Bartoli      | Fabio Baldato          | Johan Museeuw              |
| 1997 | Rolf Sørensen        | Frédéric Moncassin     | Franco Ballerini           |
| 1998 | Johan Museeuw        | Stefano Zanini         | Andréi Chmil               |
| 1999 | Peter Van Petegem    | Frank Vandenbroucke    | Johan Museeuw              |
| 2000 | Andréi Chmil         | Dario Pieri            | Romāns Vainšteins          |
| 2001 | Gianluca Bortolami   | Erik Dekker            | Denis Zanette              |
| 2002 | Andrea Tafi          | Johan Museeuw          | Peter Van Petegem          |
| 2003 | Peter Van Petegem    | Frank Vandenbroucke    | Stuart O'Grady             |
| 2004 | Steffen Wesemann     | Leif Hoste             | Dave Bruylandts            |
| 2005 | Tom Boonen           | Andreas Klier          | Peter Van Petegem          |
| 2006 | Tom Boonen           | Leif Hoste             | George Hincapie            |
| 2007 | Alessandro Ballan    | Leif Hoste             | Luca Paolini               |
| 2008 | Stijn Devolder       | Nick Nuyens            | Juan Antonio Flecha        |
| 2009 | Stijn Devolder       | Heinrich Haussler      | Philippe Gilbert           |
| 2010 | Fabian Cancellara    | Tom Boonen             | Philippe Gilbert           |
| 2011 | Nick Nuyens          | Sylvain Chavanel       | Fabian Cancellara          |
| 2012 | Tom Boonen           | Filippo Pozzato        | Alessandro Ballan          |
| 2013 | Fabian Cancellara    | Peter Sagan            | Jürgen Roelandts           |
| 2014 | Fabian Cancellara    | Greg Van Avermaet      | Sep Vanmarcke              |
| 2015 | Alexander Kristoff   | Niki Terpstra          | Greg Van Avermaet          |
| 2016 | Peter Sagan          | Fabian Cancellara      | Sep Vanmarcke              |
| 2017 | Philippe Gilbert     | Greg Van Avermaet      | Niki Terpstra              |
| 2018 | Niki Terpstra        | Mads Pedersen          | Philippe Gilbert           |
| 2019 | Alberto Bettiol      | Kasper Asgreen         | Alexander Kristoff         |
| 2020 | Mathieu van der Poel | Wout van Aert          | Alexander Kristoff         |
| 2021 | Kasper Asgreen       | Mathieu van der Poel   | Greg Van Avermaet          |
| 2022 | Mathieu van der Poel | Dylan van Baarle       | Valentin Madouas           |
| 2023 | Tadej Pogačar        | Mathieu van der Poel   | Mads Pedersen              |
| 2024 | Mathieu van der Poel | Luca Mozzato           | Nils Politt                |
| 2025 |                      |                        |                            |

## Külső hivatkozások
- Hivatalos honlap